# フォークロック
フォークロック（英語: Folk rock）は、音楽のジャンルの一つで、民謡に、ロックリズムを加えたフォークソング、フォークにロックの要素を融合した音楽、フォーク特有の素朴なメロディにロックのビートを組み合わせて、エレクトリック・サウンドで処理する音楽を指す。1965年に「ミスター・タンブリン・マン」でデビューしたザ・バーズがその始まりとされる。全盛期は1960年代半ばから1970年代前半である。

## 歴史

### アメリカ合衆国
1964年6月9日の19時から翌10日の1時30分にかけ、ボブ・ディランはニューヨークのコロムビア・スタジオで14曲をレコーディングした。同年8月8日、そのうちの11曲を収録した4作目のアルバム『アナザー・サイド・オブ・ボブ・ディラン』が発売された。収録から漏れたのは「デニス」、「ママ、ユー・ビーン・オン・マイ・マインド」、そしてランブリン・ジャック・エリオットとデュエットした「ミスター・タンブリン・マン」であった。同年8月、ロジャー・マッギン、ジーン・クラーク、デヴィッド・クロスビー、マイケル・クラークから成るグループ「ジェット・セット」のマネージャーのジム・ディックソンはディランの音楽出版社から「ミスター・タンブリン・マン」のアセテート盤を入手した。バンドのメンバーは当初、同曲にあまり感銘を受けなかったが、マッギンは拍子を変え、ビートルズのようなサウンドを目指し、メンバーとともにリハーサルを開始した。ちょうど8月11日に米国でも『ビートルズがやって来るヤァ!ヤァ!ヤァ!』が公開され、メンバーはたちまち映画の4人にとりこになった。マッギンはリッケンバッカーの12弦ギター、クラークはラディックのドラム・キットを揃えた。10月、クリス・ヒルマンがベーシストとして加わり、ジェット・セットはバンド名をバーズに変えた。
1965年1月13日、14日、15日の3日間、ディランはエレクトリック・セットの楽曲と従来のスタイルの楽曲の両方をレコーディングした。その中には「ミスター・タンブリン・マン」の再録音も含まれていた。それから5日後の1月20日、バーズはロサンゼルスのコロムビア・スタジオで、テリー・メルチャーのプロデュースの下、「ミスター・タンブリン・マン」のレコーディングに取り掛かった。メルチャーの判断により、演奏はマッギンのみが12弦ギターで参加し、ラリー・ネクテル（ベース）やハル・ブレイン（ドラム）らによってベーシック・トラックが録られた。
同年3月22日、ディランの5作目のアルバム『ブリンギング・イット・オール・バック・ホーム』が発売される。A面にエレクトリック・サウンドの曲を、B面にアコースティックを主体とした曲を収めたこのアルバムによって、ディランは「フォークロックを発明した」とも言われる。同年4月12日、バーズはシングル「ミスター・タンブリン・マン」を発表、デビュー曲ながら6月26日付のビルボード・Hot 100で1位を記録。そのほか米国のキャッシュボックス、イギリス、アイルランドでも1位に輝いた。
ジャーナリストのエリオット・シーゲルは6月12日発行のビルボード誌において、「フォークロック」という言葉を初めて使った。シーゲルはバーズに言及するとともに、ビリー・J・クレイマー、ジャッキー・デシャノン、ソニー&シェールらが「シングルにフォーク志向の素材を取り入れ始めた」と書き、ラヴィン・スプーンフルなどを新しいフォークロックバンドとして挙げた。
1965年7月のニューポート・フォーク・フェスティバルで、ディランはマイク・ブルームフィールドやアル・クーパーらとともにロック・バンドとして演奏し、激しいブーイングを浴びた。当初、聴衆の側から音楽的堕落、世俗や機械文明への迎合といった反発があったことから、当時の若者によるフォークの解釈を知ることができる。同年7月20日に発売されたディランの「ライク・ア・ローリング・ストーン」が全米2位を記録。フォークロックは北アメリカにおける主要な音楽ジャンルとなった.。バーズはピート・シーガーの「ターン・ターン・ターン」をカバーし、この曲も全米1位を記録した。
タートルズは1965年、ロサンゼルスに設立されたばかりのレコード会社、ホワイト・ホエール・レコードと契約した。デビューシングルに選んだのはディランの「悲しきベイブ」だった。同年7月に発売された同曲は全米8位を記録した。同年9月13日、サイモン&ガーファンクルのシングル「サウンド・オブ・サイレンス」が発売。同年12月、ママス&パパスのシングル「夢のカリフォルニア」が発売。
アメリカ合衆国で最もフォークロックが活動的であったのは1960年代中頃から1970年代中頃だった。これはヒッピー現象とほぼ時を同じくする。ボブ・ディランやそれ以前のウディ・ガスリーらのミュージシャンのフォークソング、フォーク・リヴァイヴァルにおけるボーカル・グループ、ロックなどの要素が融合され、さらにハンク・ウィリアムズらの古いカントリーからの影響も見られるようになった。
1967年にはスコット・マッケンジー、ジェファーソン・エアプレインらがヒットを放った。
1968年、ジュディ・コリンズは前年にリリースしたアルバム『Wildflowers』から、ジョニ・ミッチェル作の「青春の光と影」をシングルカット。ビルボード・Hot 100で8位を記録し、ビルボードのイージーリスニング・チャートで3位を記録した。
1970年代にはジャクソン・ブラウン、ブルース・スプリングスティーンら、80年代にはスザンヌ・ヴェガ、トレイシー・チャップマンら、90年代以降には4ノン・ブロンズ、シックスペンス・ノン・ザ・リッチャーらが活躍した。

### イギリス
1964年6月19日に発売されたアニマルズによる「朝日のあたる家」のカバー・バージョンもフォークロックの範疇に含まれることがある。同曲はビルボードHot100、キャッシュボックス、全英シングルチャート、カナダRPMなどでいずれも1位を記録した。
ボブ・ディランらを刺激した、アメリカの反体制的な文学ビート・ジェネレーションは、モダン・ジャズを愛好し、イギリスのモッズ文化誕生のきっかけの一つにもなった。戦後世代のイギリスの若者の間でのフォークやロック、ブルース、ブルース・ロックのブームが、1960年代に到来した。
ビートルズやローリング・ストーンズらを中心としたブリティッシュ・インヴェイジョンは、アメリカ、イギリスのフォーク・ロックの隆盛に、大きな影響を与えた。フォーク・ミュージシャンによる取り組みでは、ドノヴァンが1965年デビュー、1966年（イギリス発売は1967年）ドノヴァンはアルバム「サンシャイン・スーパーマン」を発表。この年からプロデュースを担当するミッキー・モストが初期サイケデリック・ロックの影響をここに持ち込みアレンジに工夫を凝らした。
1968年ペンタングル結成。フォークソロ歌手ジャッキー・マクシーとそのギタリストバート・ヤンシュ、ジョン・レンボーンに、ドラムスとウッド・ベースはジャズ奏者で、アコースティック楽器を電気増幅で音量を大きくした、ジャズ色のあるアレンジでトラディショナル・ブリティッシュ・フォークやオリジナルを演奏した。1962年創業でフォーク作品中心に販売していたトランスアトランティック・レコード(en)と契約、この頃はイギリスで「エレクトリック・フォーク」(Electric Folk) とも呼んでいた。
1967年デビューのフェアポート・コンヴェンションはイギリス独自のフォーク・ロックを提示した。1970年スティーライ・スパンは、フェアポート・コンヴェンションを脱退したアシュリー・ハッチングスが結成した。ギター奏者マーティン・カーシーが参加。アルバム『テン・マン・モップ、あるいはレザヴォア・バトラー氏捲土重来』発表後、ハッチングスとカーシーは脱退、スティーライ・スパンはマディ・プライヤーを中心にドラムス担当を加入させトラディショナル・フォークをロック寄りにしたフォークロックを展開した。
マーティン・カーシーは再び伝承民謡でソロ活動の基本に戻り、平行してアシュリー・ハッチングスらのセッションやブラス・モンキーに参加し現在に至る。左派系のトピック・レコードは、フォークのレコードを多数発表した。そしてヒッピー・バンド、インクレディブル・ストリング・バンドのようなイギリスのフォークロックにおける試みは、サイケ・フォークへ繋がっていく。
北アメリカでの動きに触発され、イギリスやケルト圏でも様々なフォークロックの様式が見られるようになった。スコットランド、ウェールズ、コーンウォール、ブルターニュなど、各地域の民俗音楽とロックの融合が図られた。この音楽的試みには、フォーク・ミュージック（民俗音楽）とロック双方の分野のミュージシャンが取り組んだ。そして更に、ヨーロッパの他の地域でもフォークロックに取り組む音楽家が現れてきた。ウディ・ガスリーとピート・シーガー、および戦前1930年代の左翼人民戦線運動から生まれた文化に強く影響を受けている。

### 西欧、南欧、北欧、東欧
スウェーデンではガルバナ、ジェゼベル、ビョルン&ベニーなどが活躍した。フランスのフォークロックではTri Yannらが活動した。アイルランドでは、ヴァン・モリソンとゼムが活躍した。後年、ザ・ポーグスらがアイルランド民謡とパンク・ロックを結び合わせた。
ドイツのフォーク・ロックには、オライリー・バンド、ダルタニアンらがいた。ノルウェーでは、ゴーテが、ノルウェーの伝承文学のひとつであるスティーヴ（stev、即興詩）とロックの融合が試みられた。東欧のルーマニアでは、1962年に結成されたトランシルヴァニア・フェニックスや、スピタルル・デ・ウルジェンツァが活動した。また、ウクライナの西方に位置するモルドバのズドッブ・シ・ズドッブは、民族音楽とロックを融合した楽曲を発表した。

### 日本のフォークロック
1960年代後半、GS時代のカバーとしては「今日を生きよう」をカバーしたテンプターズ、PPMの「500マイル」をカバーしたザ・スパイダース、 フォーク・サイドでは、「ベリー・ラスト・デイ」(PPM)のトワ・エ・モワ、ママス&パパス「夢のカリフォルニア」のモダン・フォーク・フェローズなどがあげられる。アメリカのバーズ、ラヴィン・スプーンフルなどを経てカバー/コピーから吸収し、日本の民謡（フォーク）を取り入れた寺内タケシとバニーズ、などのバンドやフォーク・グループが登場し、マイク眞木「バラが咲いた」の作詞･作曲を浜口庫之助が担当。村井邦彦、いずみたくらが新しい日本のポップス･ロック音楽を模索していた。
1969年11月村井邦彦が日本コロムビアとの契約から発足、村井は先行して1967年作曲家業を開始、作詞家山上路夫、安井かずみなどと共作し、様々なバンドやミュージシャンのプロデュースと編曲家を務めている。アルファ初期には赤い鳥、ガロなどが在籍、他社東芝音工に村井と山上が楽曲提供したトワ・エ・モワなど カレッジ・フォーク系とも呼ぶミュージシャンたちと制作作業を行った。
フォーク系ミュージシャンは他に岡林信康、高田渡、加川良、フォーク・クルセダーズ、ソルティ・シュガー、五つの赤い風船、遠藤賢司、あがた森魚、頭脳警察、初期のRCサクセション、上條恒彦と六文銭、森山良子、トワ・エ・モワ、五つの赤い風船、マイク眞木、ザ・リガニーズ、ふきのとうなどが活躍した。70年代前半には、井上陽水、吉田拓郎が大ヒットを放った。荒井由実は1975年に、ばんばんに「いちご白書をもう一度」を提供した。1970年代後半には、ニューミュージックの登場により、フォークロックは衰退していった。

## 前史
都市を拠点としてフォークソングを歌い始めたのは、アルマナック・シンガーズであった。このグループは、1930年代後期から1940年代初期にかけて、ガスリー、シーガー、リー・ヘイズ他、メンバーを替えつつ活動した。第二次世界大戦下を経て1947年に、シーガーとヘイズは、ロニー・ギルバート、フレッド・ヘルマンと組み、ウィーヴァーズを結成する。ウィーヴァーズは、レッドベリーの「アイリーン」をカバーし大ヒットさせ、この分野は一般大衆の間に広がっていった。文学で1950年代に隆盛をきわめたビート・ジェネレーションは、ジャズと密接な関係を持つ一方、ボブ・ディランらその後のフォーク・シンガー達に大きな影響をもたらした。
彼らは1950年代初期の赤狩りに巻きこまれ、1955年、ピート・シーガーは下院非米活動委員会で、彼の思想的な所属を証言することを拒否したことで、有罪判決を受けた。シーガーらのサウンド、および民俗音楽や社会問題を題材とした楽曲は、キングストン・トリオ、チャド・ミッチェル・トリオや、ピーター・ポール&マリー、モダン・フォーク・カルテットなどに影響を与えた。彼らの歌詞や音楽性は、プロテスト・フォークやブロードサイド・バラッド（時事問題を扱う社会性の強い歌）の発展に大きく寄与した。
1963年のワシントン大行進には、ボブ・ディランや俳優マーロン・ブランドらが参加している。

## 主なミュージシャン

### 米国/カナダ
ソロ・シンガー
アメリカ、カナダのフォークロック音楽家
ボブ・ディラン
ニール・ヤング
バリー・マクガイア
メラニー
ウッドストック・フェスティバルに出演。
バフィー・セントメリー
映画『いちご白書』の主題歌「サークル・ゲーム」（ジョニ・ミッチェル作詞作曲）で知られる、ネイティヴ・アメリカン系の女性フォークシンガー。
ホセ・フェリシアーノ
リッチー・ヘヴンス
ジョニ・ミッチェル
カナダ出身。
ティム・ハーディン
ティム・バックリー
ロジャー・マッギン
ギリアン・ウェルチ
マンハッタン出身、ロサンジェルス育ち。ブルーグラス、オールドタイム、ネオトラディショナル・カントリーのシンガーソングライター。
フィル・オクス
1940年、テキサス州エル・パソ出身。トピカルソング・シンガー。
アーロ・ガスリー
ドン・マクリーン
ジム・クロウチ
1943年、フィラデルフィア出身。1973年飛行機事故で死去。
レナード・コーエン
カナダ モントリオール出身。詩人、小説家、シンガーソングライター。
ジュディ・コリンズ
ポール・サイモン
「母と子の絆」がヒット。
アート・ガーファンクル
ハリー・チェイピン
フレッド・ニール
ジェリー・ジェフ・ウォーカー
「ミスター・ボージャングルス」を作曲したシンガーソングライター。
ジェシ・コリン・ヤング
元ヤングブラッズ。
ジョン・セバスチャン
ゴードン・ライトフット
カナダのシンガーソングライター。1938年生まれ。1950年代後半に活動開始。
ロボ
「片思いと僕」を発表。
ウォーレン・ジヴォン
ジョーン・バエズ
ジュディ・シル
ジョン・プライン
スティーヴ・グッドマン
ジャクソン・ブラウン
ブルース・スプリングスティーン
スザンヌ・ヴェガ
トレイシー・チャップマン
リンダ・パーハクス
ジョアンナ・ニューサム

#### グループ
イングランド・ダン&ジョン・フォード・コーリー
インディゴ・ガールズ
1985年にジョージア州で結成したデュオ。
グレイト・ビッグ・シー
カナダのフォークロック・バンド。北アメリカにおける初期のフォークロックに良く類似している。
グレープス・オブ・ラズ
カナダのフォークロック・バンド。1983年結成、1992年解散。
CSN&Y
ケイト&アナ・マグリガル
ケルタエ
ケープブレトン島とニューファンドランド島の民俗音楽を融合させたケルト・フォークロック・バンド。それぞれの伝承曲の持ち味を残しつつ、ロックやジャズの要素を含んでいる。
サイモン&ガーファンクル
サウザー・ヒルマン・フューレイ・バンド
シールズ&クロフツ
シックス・ペンス・ノン・ザ・リッチャー
スピリット・オブ・ザ・ウェスト
カナダのバンド。北アメリカにおける初期のフォークロックに良く類似している。
ザ・ダックス
ニール・ヤングのロック・バンド。1977年に活動。
タートルズ
1965年にカリフォルニアで結成。「ハッピー・トゥゲザー」やボブ・ディランの「悲しきベイブ」のカバーがヒット。
ニュー・クリスティ・ミンストレルズ
バーズ
バッファロー・スプリングフィールド
ザ・バンド
ピーター・ポール&マリー
ファッグス
4ノン・ブロンズ
フラタニティー・オブ・マン
ボー・ブラメルズ
1963年にサンフランシスコで結成。ビートルズなどのイギリスのバンドに影響を受けている。
ホーリー・モーダル・ラウンダーズ
ママス&パパス
ミミ&リチャード・ファリーニャ
ヤングブラッズ
ラヴィン・スプーンフル
ロギンス&メッシーナ

#### その他（USA)
一般的にはフォークロックに分類されていないが、その傾向が見られるソロ・ミュージシャンとバンド。
グィック・シルヴァー・メッセンジャー・サーヴィス
グレイトフル・デッド
1965年にサンフランシスコで結成。フォーク、ブルーグラス、ブルース、カントリー、ジャズなどを融合させたサイケデリックロック・バンド。
ソニー&シェール
1960年代の男女デュオ。
ジェファーソン・エアプレイン
1965年にサンフランシスコで結成。活動当初はフォークロックを指向していたが、やがてサイケデリックロックへと転身した。
モビー・グレープ
1966年にカリフォルニアで結成。ジャズ、カントリー、ブルースなどを融合させたサイケデリックロック・バンド。
ラヴ
1965年にロサンジェルスで結成。ロックンロール、ガレージロック、フォークなどを融合させたサイケデリックロック・バンド。

### イギリス/アイルランド

#### シンガーソングライター
キャット・スティーヴンス
ヴァン・モリソン
チーフタンズとフォークロックの楽曲を共同制作している。
ディック・ゴーハン
英国のフォーク、フォークロックのミュージシャン。
アル・スチュアート
ビリー・ブラッグ
ジャッキー・マクシー
ドノヴァン
リチャード・トンプソンフェアポート・コンヴェンションの創設メンバーの一人。フォークロックのギタリストとしても著名。
ロイ・ハーパー
英国のフォーク歌手。
エディ・リーダー
アン・ブリッグス
フィラモア・リンカーン
ルーシー・ローズ
ロジャー・ウィテッカー
アンディ・ホワイト(SSW)
シンガーソングライター。1962年、北アイルランドのベルファスト生まれ。1985年デビュー。
ゴードン・ギルトラップ
英国の著名なギタリスト。1948年生まれ。フォークロック以外にも、フォーク、ロック、ブルースなど、多彩な分野で活動している。
エイミー・マクドナルド
1987年生まれ。スコットランド出身のシンガーソングライター。

#### グループ
アメリカ(UK)
インクレディブル・ストリング・バンド
1965年、結成。サイケデリックなフォーク・バンドとして知られているが、フォークロック・バンドとして活動を開始した。
エナジー・ オーチャード
アイルランドのフォークロック・バンド。1980年代後半、北アイルランドのベルファストで結成。
カパーケリー
スコットランドのフォーク・バンド。
ザ・コアーズ
1991年に結成した、アイルランドのフォークロック・バンド。
サンダークラップ・ニューマン
スティーライ・スパン
イギリスのフォークロック・バンド。1970年に結成され、2006年現在も活動中。
シャーリー&ドリーコリンズ
代表作は、アンセムズインエデン。姉がドリー、妹がシャーリー。
ヴィグラス&オズボーン
ドクター・ストレンジリー・ストレンジ（アイルランド）
ドリーム・アカデミー
ティラノザウルス・レックス

ファイブ・ハンド・リール
フェア・グラウンド・アトラクションヒット曲「パーフェクト」。
フェアポート・コンヴェンション1967年にイギリスで結成したフォークロック・バンド。ウェストコースト風のカバーから活動を開始したが、イギリス民謡を取り込んでいくようになった。
フォザリンゲイ
フォレスト
プランクシティ1972年に結成されたアイルランドのフォーク・バンド。
ヘッジホッグ・パイブリティッシュ・トラッドをベースとしたプログレッシブ・ロック色が強いバンド。
ペンタングル1967年にイギリスで結成したフォークロック・バンド。
ザ・ポーグスアイルランド人のシェイン・マガウアンを中心として1982年に結成された、イギリスのフォークロック・バンド。
ホースリップスアイルランドのジグ、リール、をベースとしたケルトロック・バンド。
マグナ・カルタ1969年にロンドンで結成したフォークバンド。
ランリグスコットランドのフォークロック・バンド。1973年に結成。ゲール語によるロックを演奏する。
リンディスファーンイギリスのフォークロック・バンド。
ルネッサンスイギリス民謡とクラシック音楽をベースとしたプログレッシブ・ロック・バンド。1969年にイギリスで結成。

#### その他（UK)
レヴェラーズイギリスのロック・バンド。ノン・フォークとされているが、フェアポート・コンヴェンションとも共演している。1988年結成。イギリス民謡とパンクロックを混合。
ジェスロ・タルイギリスのプログレッシブ・ロック・バンド。全ての楽曲にフォークの要素がある訳ではないが、『神秘の森』（Song From The Wood、1977年）、『逞しい馬』（Heavy Horses、1978年）、『ストーム・ウォッチ～北海油田の謎』（Stormwatch、1979年）は、フォークロックの分野に属する。
ストローブス1964年にイギリスで結成したロック・バンド。ブルーグラス・バンドとして活動を開始し、一時、リック・ウェイクマンが参加していたことがある。フォークロックや、プログレッシブロックなど多様な音楽性を表現し、労働党を支持した「パート・オブ・ユニオン」(1972)のヒットがある。
ホリーズ「バス・ストップ」など
エルトン・ジョン「ユア・ソング」など
ジョージ・ハリスン「ギヴ・ミー・ラヴ」など
ジョン・レノン「平和を我等に」（ギヴ・ピース・ア・チャンス）など
ニック・カーショウ「ザ・リドル」

### 西欧/北欧
パーソンズ・パックスウェーデンのフォークロック・バンド。。
グンドゥラ・クラウスドイツのフォーク・バイオリスト。1992年にデビュー。ロサンゼルスでブルーグラスやケイジャン音楽を学び、アイルランドでアイルランド民謡やフォークロックを学んだ。
ロイツマフィンランドのフォークユニット。

### オセアニア
レッドガムオーストラリアのフォークロック・バンド。